# Каченовский, Михаил Трофимович
Михаи́л Трофи́мович Качено́вский (1 [12] ноября 1775, Харьков — 19 апреля [1 мая] 1842, Москва) — русский историк, переводчик, литературный критик, редактор-издатель «Вестника Европы» (1805—1830), ректор Московского университета, родоначальник «скептической школы» в российской досоветской историографии; академик Петербургской Академии наук (с 1841).

## Биография
Родился в небогатой мещанской семье торговца вином, грека Качони, переселившейся из Балаклавы в Харьков. В 1788 году окончил Харьковский коллегиум; затем служил урядником Екатеринославского казачьего ополчения, а с 1793 года — канцеляристом Харьковского губернского магистрата. В 1795 году был определён сержантом в Таврический гренадерский полк, откуда 26 марта 1796 года переведён в Москву — в Ярославский пехотный полк, где 10 декабря 1798 года был назначен полковым квартирмейстером; попал под суд по обвинению в недочёте казённого пороха, но был оправдан.
В 1801 году по прошению вышел в отставку и поступил на службу библиотекарем к графу А. К. Разумовскому, у которого был затем правителем канцелярии (старшим письмоводителем), когда тот стал исполнять обязанности попечителя Московского учебного округа (1807—1810).
В 1805 году по предложению М. Н. Муравьёва Каченовский получил без экзамена степень доктора философии и свободных наук и был назначен преподавателем риторики и российского языка в университетской гимназии. В 1806 году получил степень доктора философии и изящных искусств, в 1808 году — должность адъюнкта в Московском университете. Первоначально читал риторику, большое внимание уделял вопросам истории русского языка.
С 1810 года — экстраординарный, а с 1811 года — ординарный профессор Московского университета по кафедре теории изящных искусств и археологии. Со 2 ноября 1821 года по 1835 год он заведовал кафедрой истории, статистики и географии Российского государства, одновременно в 1830—1831 годах занимал должность профессора кафедры красноречия, стихотворства и языка российского. В июне 1835 года он был удостоен звания заслуженный профессор Московского университета по кафедре истории и литературы славянских наречий, которую занимал до конца жизни. С 1836 года Каченовский преподавал российскую историю и статистику. Также он преподавал в Московском дворянском институте теорию изящных искусств, дипломатию и политическую историю.
Преподавательскую деятельность совмещал с административной. Был членом Училищного совета (1816—1820 и 1821—1829), начальником университетской типографии (1815—1816), членом Правления университетского Благородного пансиона (1819—1825), деканом словесного отделения (1813—1815 и 1834—1836). Также в 1830—1835 годах был директором Педагогического института. С 1837 года и до своей кончины в 1842 году — ректор Московского университета.
Каченовский был избран в 1841 году действительным членом Императорской Санкт-Петербургской Академии Наук по отделению русского языка и словесности. Был членом Московского цензурного комитета.
Награждён орденами Св. Владимира (4-й ст. — 1817, 3-й ст. — 1838), Св. Анны (2-й ст. — 1831 и 1834).
Похоронен в Москве на Миусском кладбище.

## Научная, литературная и педагогическая деятельность
До 1805 года Каченовский публиковал в журнале «Иппокрена» (1799—1801) переводы сочинений зарубежных авторов и собственные прозаические и поэтические произведения, а с 1805 года стал редактором-издателем «Вестника Европы», с перерывами в 1808—1809 и 1813—1814 годах вплоть до его закрытия в 1830 году.
Основатель так называемого «скептического направления» русской историографии, Каченовский считал, что

для науки нет ничего приличнее, как скептицизм, — не поверхностный и легкомысленный, но основанный на сравнении текстов, на критике свидетельства. Исследывайте, сомневайтесь, изъясняйтесь сами, если имеете довольно мужества; ибо нет необходимой надобности верить всему, даже в истории Ромула

Каченовский считал обязательным сравнительное изучение русской истории со всеобщей, призывал учитывать всеобщий ход политического и гражданского развития в Европе, критически оценивать внутренние и внешние исторические и географические сведения древности; он писал:

Народы любят освящать свое младенчество сверхъестественными происшествиями, божественными посредничествами, или даже одними лишь воспоминаниями о доблести и славе предков, которыми как бы возвеличивается судьба отечества…

Вспоминая свои студенческие годы, И. А. Гончаров писал, что Каченовский

терпеть не мог никаких мифов в истории и начинал лекции русской истории с Владимира, предупредив нас, что он не станет повторять басен, которые мы слышали в школе, например, об оригинальном мщении Ольги за смерть Игоря, змее, ужалившей Олега, о кожаных деньгах… Он отвергал также подлинность «Слова о полку Игоревом», считая его позднейшей подделкой, кажется XIV века, о чём однажды вошел в горячий спор с Пушкиным, которого привез на лекцию Уваров.
— Московский университет в воспоминаниях современников. — М., 1956. — С. 80.
Вслед за Шлёцером Каченовский считал, что древнейшая Русь не знала ни письмен, ни торговли и денежных знаков; но он пошёл гораздо дальше Шлёцера. Свои оригинальные рассуждения он основывал на предположении, что денежные знаки, упоминаемые в наших древних юридических и исторических памятниках («Русская Правда» и «Летопись»), перешли на Русь только в XIII веке, от более цивилизованной Ганзы («О кожаных деньгах») и исходя из этой посылки, Каченовский считал, что и сами источники, употребляющие эту денежную систему, были составлены не ранее XIII века. Научную ошибочность этих выводов опровергли М. П. Погодин и П. Г. Бутков.
Среди работ М. Т. Каченовского: «Параллельные места в русской летописи», «Об источниках по русской истории», «Нестор. Летописец на древнеславянском языке», а также «Учебная книжка древнего греческого языка» (1807, 1809, 1816 и 1822).
Одни считали лекции Каченовского сухими и монотонными — сохранилась эпиграмма Ф. И. Тютчева, бывшего его студентом, «Харон и Каченовский», по сюжету которой Харон удивляется, что Каченовский прибыл из мира живых, считая, что ему давно пристало бы томиться в загробном мире. Другие восхищались ими:

Это были истинно профессорские лекции. Каченовский объяснял идею красоты и её историческое развитие, знакомил своих слушателей с монументальными произведениями, иногда сопоставлял их с некоторыми памятниками древнего русского искусства, знакомил также с различными школами живописи, ваяния и зодчества и при этом вносил элемент философской критики, как, впоследствии, внес критический элемент в древнюю русскую историю…
— Барсуков Н. П. Жизнь и труды М. П. Погодина. Кн. 1. — М., 1888. — С. 38.
В литературной жизни Каченовский вёл активную борьбу с обществом «Арзамас»; А. С. Пушкин, член этого общества, посвятил Каченовскому несколько едких эпиграмм:
- А. С. Пушкин. «Бессмертною рукой раздавленный зоил…»
- А. С. Пушкин. «Хаврониос! ругатель закоснелый…»
- А. С. Пушкин. «Клеветник без дарованья…»
- А. С. Пушкин. Жив, жив Курилка!

## Сочинения
- Каченовский М. Т. Два письма М. Т. Каченовского к Н. И. Гнедичу Архивная копия от 22 июля 2013 на Wayback Machine // Русский архив, 1868. — Изд. 2-е. — М., 1869. — Стб. 970—972.